# Pristan (Maribor)
Pristan (deutsch: Lände) ist der Name einer Uferstraße am linken Ufer der Drau im Stadtteil Lent, Maribor, Slowenien.

## Geschichte
Der älteste Name des Orts war Länd. 1806 wurden Lendstadt, 1822 Lend, 1840 Lent, Lendstraße 1846 verwendet. 1919 wurde der Name in Pristan geändert. Nach der deutschen Besetzung 1941 wurde er in Lendplatz umbenannt. Im Mai 1945 wurde ihm der slowenische Name Pristan zurückgegeben.
Bis zum Bau der Kärntner Eisenbahn (1863) landeten jährlich über 1000 Flöße in Lent bzw. Pristan. Auf ihnen wurden neben Holz auch die meisten Güter aus Kärnten in den Süden verladen. Die Flößer fuhren bis nach Belgrad und teilweise bis zum Schwarzen Meer.

## Lage
Die Straße beginnt am östlichen Ende der Uferstraße Ob bregu und verläuft am Ufer der Drau nach Osten bis zum Übergang in die Vojašniška ulica. 

## Sehenswürdigkeiten
- Wehrturm Sodni stolp